# Николай (Покровский)
Архиепи́скоп Никола́й (в миру Никола́й Влади́мирович Покро́вский; 2 (14) апреля 1851, Суздаль, Владимирская губерния — 18 июля 1933, Ижевск) — епископ Русской православной церкви, архиепископ Ижевский и Воткинский.

## Биография
Родился 2 (14) апреля 1851 в семье священника Владимира Петровича Покровского, служившего в Богоявленской церкви в селе Глебовском Суздальского уезда Владимирской губернии, впоследствии протоиерея города Владимира. В 1872 году окончил Владимирскую духовную семинарию, в 1878-м — Казанскую духовную академию со степенью кандидата богословия.

### На духовно-учебной службе
В 1878—1882 годах — преподаватель в Самарской духовной семинарии по кафедре гомилетики, инспектор классов, член распорядительного собрания семинарского правления, преподаватель русского языка в Самарском епархиальном женском училище.
В 1882—1883 годах — смотритель Венёвского духовного училища.
С 2 (14) октября 1883 — преподаватель гомилетики во Владимирской духовной семинарии.
4 (16) марта 1884 года рукоположён в сан священника с оставлением в должности преподавателя Владимирской духовной семинарии. Назначен клириком Владимирского Успенского монастыря. С 4 (16) августа 1884 года — распорядитель народных чтений и собеседований во Владимире при братстве Святого Александра Невского.
С 1 (13) октября 1885 года — преподаватель учения о православном богослужении при школе церковного пения братства Святого Александра Невского.
10 (22) марта 1887 года награждён Святейшим синодом скуфьёй за отлично-усердное при честном поведении прохождение должностей. В 1888 году аттестован епархиальным архиереем: «Способен и надёжен».

### Служба в Санкт-Петербурге
Благодаря покровительству бывшего наставника по Казанской духовной академии митрополита Антония (Вадковского) с 28 марта (10 апреля) 1902 года по январь 1906 года служил протоиереем сначала в Татианинской церкви Ларинской гимназии, затем вторым протоиереем в церкви Вознесения на Вознесенском проспекте. Был законоучителем Либавской, а затем Ларинской гимназии. С 30 января (12 февраля) 1906 по март 1909 года — настоятель церкви святой великомученицы Екатерины на Васильевском острове, член Духовной консистории.
В 1916 году умерли его супруга и сын Павел, а в 1918-м — сын Николай.

### После революции
14 июня 1918 года уволен митрополитом Петроградским и Гдовским Вениамином (Казанским) от должности клирика Вознесенской церкви города Петрограда.
15 июня 1918 года митрополит Петроградский и Гдовский Вениамин (Казанский) в письме архиепископу Алеутскому и
Северо-Американскому Евдокиму (Мещерскому), временно управляющему Костромской епархией, так отзывался о протоиерее Николае Покровском: «призывая Божие благопоспешествующее благословение о. протоиерею Николаю Владимировичу Покровскому в предстоящем ему иноческом служении святой Православной Церкви, — не могу при этом не выразить своего искреннего сожаления, что расстаюсь с таким высокообразованным, выдающимся и глубоко преданным Церкви Божией пастырем, поистине „полагающим душу свою за овцы“, и с таким опытным, полезнейшим, незаменимым сотрудником в епархиальных делах, каковым он был по должности члена Петроградской Духовной Консистории и различных, вызванных обстоятельствами времени, учреждений епархиального ведомства, исполнявшим и многия особые поручения моих предместников, и мои с примерною ревностию и замечательною аккуратностию»
28 июня 1918 года в Москве принял монашество. В сане архимандрита назначен наместником Ипатьевского Костромского монастыря. С 1 марта 1919 года — настоятель Калязинского Макарьевского монастыря.

### Епископ
16 июня 1919 года хиротонисан во епископа Слободского, викария Вятской епархии. С 1919 по 1921 год управлял Вятской кафедрой, но, вероятно, он не был епархиальным архиереем, которым остался Никандр (Феноменов), а лишь периодически замещал своего кириарха, нередко отлучавшегося к патриарху Тихону в Москву.
С 19 марта 1920 года — епископ Тобольский и Сибирский. К Пасхе 1920 года возведён в сан архиепископа. В 1921 году Тобольский епископ Николай после антибольшевистского восстания был арестован в Тобольске и приговорён к расстрелу. Был помилован.
В марте 1922 года в Тюменской губернии начала действовать Комиссия по изъятию церковных ценностей. Епископ Тобольский Николай призывал верующих «всеми мерами оказывать со своей стороны самую активную помощь уездной подкомиссии в деле изъятия ценностей, не имеющих прямого отношения к богослужению», для помощи голодающим. Изначально поддержал обновленческое ВЦУ. 25 августа 1923 года принят в общение из обновленчества и назначен архиепископом Тобольским.
С 24 января 1924 года — временно исполнял обязанности епископа Псковского и Порховского.
12 апреля 1925 года подписал акт о передаче высшей церковной власти митрополиту Крутицкому Петру (Полянскому). С 1925 по 1928 год находился в ссылке в Псковской губернии. В 1927 году уволен на покой по состоянию здоровья — сильно ухудшалось зрение. Нельзя исключить в качестве мотива при принятии этого решения и активность архиепископа Николая в противодействии обновленчеству.
С 24 апреля 1927 года по 29 ноября 1928 года — архиепископ Иваново-Вознесенский. Усилиями архиепископа Николая и его помощников весной 1929 года с Патриаршей церковью воссоединилось 14 приходов, ранее пребывавших в обновленчестве. С декабря 1930 года — архиепископ Пермский и временно управляющий Иваново-Вознесенской епархией.
В мае 1931 года посетил Старую Руссу с целью приведения в порядок дел местного епархиального управления. В 1931—1933 годах — архиепископ Полоцкий и Витебский. В это время по епархии прокатилась новая волна гонений: закрывались храмы, духовенство закрытых церквей попадало в тюрьмы, ссылки, на принудительные работы. В течение трёх лет не было хиротоний. Самому архиепископу Николаю к весне 1932 года уже не было у кого исповедоваться.

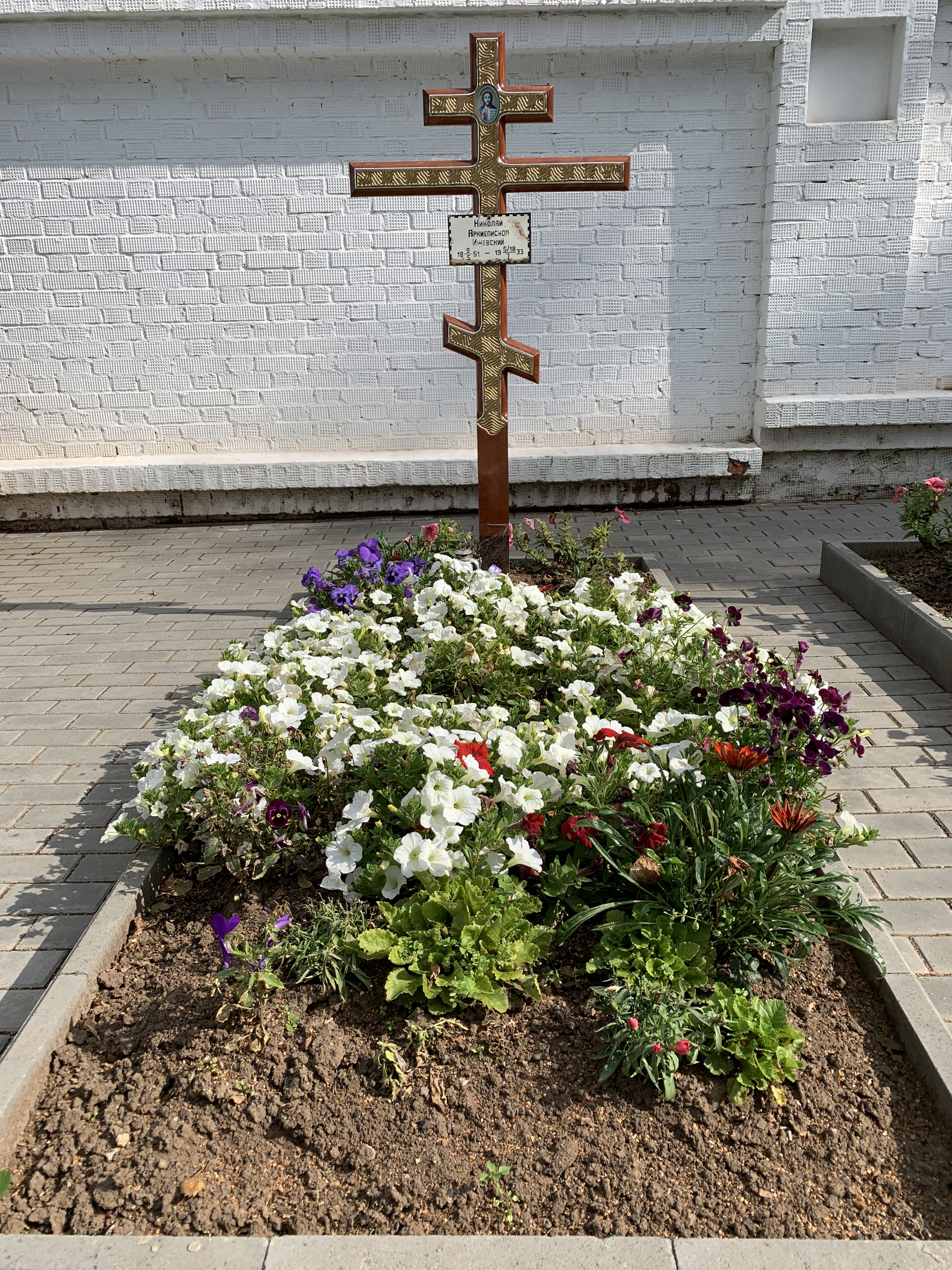
Могила Архиепископа Николая на территории Успенской церкви в Ижевске

В 1931 году участвовал в летней сессии Временного при Заместителе Патриаршего Местоблюстителя Патриаршего Священного Синода как архиерей Полоцко-Витебской епархии. 23 марта 1932 года у архиепископа Николая была взята подписка о невыезде. На допросе архиепископ Николай так описывал состояние дел в епархии к 1932 году: «Непосредственно слышишь вопли, плач христиан о гонении на религию; видишь слёзы плачущих земляков, родных, близких и своих духовных детей. Слаб и беден мой язык изобразить настоящее бедственное положение христианской религии. Просвета не видно, ни облегчения, ни утешения, ни улучшения и в недалёком будущем».
Постановлением Особого Совещания при Коллегии ОГПУ от 14 июля 1932 года по ст.72,76 УК БССР было принято решение о лишении права проживания архиепископа Николая в 12-ти пунктах и Уральской области с прикреплением к определённому месту жительства сроком на три года. 21 октября 1932 года, данное постановление было отменено и 81-летнему владыке было разрешено проживать по всей территории СССР.
С февраля 1933 года — архиепископ Ижевский и Воткинский. С начала июля 1933 года стал жаловаться на общую слабость, а 9 июля даже не смог дослужить Литургию. Скончался 18 июля 1933 года. 19 июля 1933 года при участии всего духовенства Ильинской церкви, архиепископ Николай был погребён на Успенском кладбище Ижевска.